# Rouvroy (Belgia)
Rouvroy (valonă Rovroe-e-Gåme) este o comună francofonă din regiunea Valonia din Belgia. Comuna este formată din localitățile Rouvroy, Dampicourt, Harnoncourt, Lamorteau, Torgny, Couvreux și Montquintin. Suprafața totală a comunei este de 27,68 km². La 1 ianuarie 2008 comuna avea o populație totală de 2.067 locuitori. 
Comuna este situată în sudul provinciei, în regiunea naturală Gaume, parte a regiunii etnologice Lorena Belgiană.

## Localități înfrățite
- Franța: Dole.